# Спящий агент
Спящий агент — это шпион или оперативник, который направляется в целевую страну или организацию не для выполнения немедленной миссии, а вместо этого для того, чтобы действовать в качестве потенциального агента в кратчайшие сроки, если его активируют. Даже если «спящий агент» не активирован, он все равно является ценным активом и все еще может играть активную роль в подстрекательстве к мятежу, шпионаже или, возможно, государственной измене в силу согласия действовать в случае активации. Группа спящих агентов может называться «спящей ячейкой». Возможно, спящая ячейка или агент работают с другими в подпольной системе ячеек.

## В шпионаже
В шпионаже спящий агент — это тот, кто проник в страну-цель и «уснул», иногда на много лет. Агент не предпринимает никаких действий для связи со спонсором или любыми существующими агентами или для получения информации, выходящей за рамки того, что является общедоступным.
Агент получает работу и удостоверения личности, в идеале те, которые окажутся полезными в будущем, и пытается вписаться в повседневную жизнь как обычный гражданин. Контрразведывательные агентства в целевой стране на практике не могут внимательно следить за всеми теми, кто, возможно, был завербован некоторое время назад.
В некотором смысле, лучшие спящие агенты — это те, кому спонсор не нуждается в оплате, поскольку они могут зарабатывать достаточно денег, чтобы финансировать себя, предотвращая любые возможные отслеживаемые платежи из-за рубежа. В таких случаях спящий агент может оказаться достаточно успешным, чтобы стать тем, кого иногда называют «агентом влияния».
Обнаруженные «спящие агенты» часто были уроженцами целевой страны, которые переехали в другое место в молодости и были кооптированы (возможно, по идеологическим или этническим причинам), прежде чем вернуться в целевую страну. Это ценно для спонсора, поскольку язык и другие навыки спящего могут быть родными для него, что с меньшей вероятностью вызовет подозрения у домашних.

## Известные примеры
- Джек Барски был внедрен советским КГБ в Соединенные Штаты в качестве скрытого агента. Он был активным скрытым агентом с 1978 по 1988 год. Власти США обнаружили его в 1994 году, а затем арестовали в 1997 году. Барски быстро сознался после ареста и стал полезным источником информации о методах шпионажа[1].
- Программа «Нелегалы» — это сеть тайных шпионов, внедренных в США Службой внешней разведки России. Продолжающееся многолетнее расследование завершилось в июне 2010 года предъявлением обвинений и арестом 10 подозреваемых в США и еще одного на Кипре. Российское главное управление специальных программ по-прежнему набирает кандидатов среди студентов и талантливых ученых, чтобы использовать их в качестве спящих агентов или легальных сотрудников полиции и разведывательных органов России.

## В художественной литературе
Спящие агенты — популярные сюжетные приемы в художественной литературе, особенно в шпионской и научной фантастике. Это распространенное использование напрямую связано с повторяющимися случаями участия реальных «спящих агентов» в шпионаже, подстрекательстве к мятежу, государственной измене и заказных убийствах.
В вымышленных персонажах спящие агенты иногда не осознают, что они спящие. Им промывают мозги, гипнотизируют или иным образом заставляют не знать о своей секретной миссии до тех пор, пока их не активируют.
Примерами таких историй являются:
- В «Маньчжурском кандидате» (роман и его экранизации) некоторые американцы попадают в плен к советской разведке, получают постгипнотические команды и возвращаются к своей жизни в США.
- В фильме 1977 года «Телефон» русские агенты верят, что они обычные американцы, пока их воспоминания не разблокируются специальной активирующей фразой.
- Книга Кена Фоллетта «Игольное ушко» 1978 года выпуска и одноименный фильм 1981 года показывают, как скрытый агент Генри Фабер (Дональд Сазерленд) действует в стране своей цели.
- В фильме 1987 года «Выхода нет» главный герой, офицер ВМС США Том Фаррелл, которого играет Кевин Костнер, в конце фильма выясняется, что он советский шпион, находящийся под глубоким прикрытием в США.
- В британской комедийно-драматической драме «Спящие» два российских агента настолько хорошо интегрировались в свою жизнь британских граждан, что, получив сигнал активации, пускаются в бега.
- В фильме 2010 года «Солт» офицер ЦРУ пускается в бега, когда русский перебежчик обвиняет его в том, что он спящий агент.
- В фильме «Убийцы», также вышедшем на экраны в 2010 году, есть убийца, пытающийся оставить свою жизнь правительственного агента позади, женившись и ведя домашнюю жизнь, но затем за ним следует множество убийц, которые ближе к концу оказываются спящими агентами, работающими на его тестя, который сам был бывшим наемным убийцей.
- Главному герою видеоигры 2010 года Call of Duty: Black Ops промыли мозги в СССР во время холодной войны, вместе с другими он стал спящими агентами и при активации взрывал смертоносный газ по всей территории США.

- В первом сезоне сериала «Родина» 2011—2020 годов рассказывается о вернувшемся заложнике, которого обвиняют в том, что он был спящим агентом террористов.

- В фильме 2012 года «Таппакки» и его ремейке 2014 года «Каникулы: солдат никогда не уходит со службы», «спящие ячейки» атакуют город Мумбаи.
- В фильме 2013 года «Висварупам» раскрывается сюжет, в котором спящие агенты соскребают цезий с онкологического оборудования, чтобы создать и привести в действие грязную бомбу в Нью-Йорке. Главный герой, Висам Ахмед Кашмири, также является тайным агентом против «Аль-Каиды» в течение RAW, выдавая себя за учителя индуистского катхака Вишванатана в Нью-Йорке.
- В телесериале «Американцы» 2013—2018 годов представлена пара агентов КГБ, выдающих себя за обычную американскую семью. Действие происходит во времена холодной войны 1980-х годов.
- В эпизоде первого сезона современной экранизации Шерлока Холмса «Элементарно» жертва убийства и ее муж разоблачаются главной героиней как русские агенты-шпионы.
- В фильме 2015 года «Ультраамериканец» укуренный Майк Хауэлл из маленького городка проводит большую часть своего времени, накуриваясь и сочиняя графические романы. Чего Майк не знает, так это того, что ЦРУ обучило его быть смертоносной машиной для убийства. Когда агентство нацеливает его на увольнение, его бывший куратор активирует его скрытые навыки, превращая кроткого бездельника в смертоносное оружие.
- В книге Густава Скердемана «Гейгер», вышедшей в 2020 году, рассказывается о спящем агенте, активизировавшемся в Швеции во время холодной войны[2].

- Фильм 2021 года «Черная вдова» рассказывает о российских спящих ячейках в Соединенных Штатах во время холодной войны, воспитывающих и промывающих мозги приемным девочкам, которые в конечном итоге привозят их в Россию, где их обучают быть оперативниками «Черной вдовы».
- Главный герой видеоигры Cyberpunk 2077 2020 года в сюжетной линии дополнения Phantom Liberty активирует спящего агента Соломона Рида, используя устаревшую систему стационарной связи, чтобы получить помощь в освобождении президента Новых Соединенных Штатов Америки.
- В игре Outlast Trials 2024 года повествуется о программе подготовки спящих агентов для выполнения диверсионных заданий во времена холодной войны.